# Remilly-sur-Tille
Remilly-sur-Tille är en kommun i departementet Côte-d'Or i regionen Bourgogne-Franche-Comté i östra Frankrike. Kommunen ligger i kantonen Dijon 2e Canton som tillhör arrondissementet Dijon. År 2022 hade Remilly-sur-Tille 979 invånare.

## Befolkningsutveckling
Antalet invånare i kommunen Remilly-sur-Tille
Referens:INSEE